# Сільський округ імені Єсета Котібарова
Сільський округ імені Єсе́та Котіба́рова (каз. Есет Көтібаров ат. ауылдық округі, рос. Сельский округ имени Есета Котибарова) — адміністративна одиниця у складі Шалкарського району Актюбінської області Казахстану. Адміністративний центр та єдиний населений пункт — село Байкадам.
Населення — 636 осіб (2021; 910 у 2009, 1197 у 1999, 2020 у 1989).
Станом на 1989 рік існувала Сарибулацька сільська рада (села Алакози, Аустауші, Байкадам, Канбакти, Сарибулак). 1997 року село Канбакти було передано до складу Бозойського сільського округу, село Єсетата (колишнє Астауші) — до складу Айшуацького сільського округу. 2023 року ліквідовано село Алакози.

## Склад
До складу округу входять такі населені пункти:
| Населений пункт | Населення, осіб (1989) | Населення, осіб (1999) | Населення, осіб (2009) | Населення, осіб (2021) |
| --------------- | ---------------------- | ---------------------- | ---------------------- | ---------------------- |
| Алакози, село   | 381                    | 254                    | 101                    | 11                     |
| Байкадам, село  | 1385                   | 943                    | 809                    | 625                    |
| Сарибулак, село | 254                    | -                      | -                      | -                      |